# Lotus burtii
Lotus burtii là một loài thực vật có hoa trong họ Đậu. Loài này được Borsos miêu tả khoa học đầu tiên.